# Brusio Kredsviadukt
Brusio Kredsviadukt (eller Brusio  spiral viaduct (engelsk), Viadotto elicoidale di Brusio (italiensk), Kreisviadukt Brusio (tysk)) er en en-sporet spiralformet jernbaneviadukt. Viadukten er bygget i kampesten, har ni brofag og er bygget udelukkende med det formål at sænke højden på jernbanelinjen. Viadukten ligger i den schweiziske kanton Graubünden.
Brusio Kredsviadukt er en markant struktur på Bernina-Expressen, den jernbanelinje, der går mellem Davos/St. Moritz i Schweiz og Tirano i Italien. Jernbanelinjen er en del af det schweiziske jernbaneselskab Rhätische Bahn og er på UNESCOs Verdensarvsliste.

## Placering
Brusio Kredsviadukt er en del af Bernina-Expressens strækning mellem byerne Brusio og Campascio og ligger omkring 55 km. fra St. Moritz og 7 km. fra Tirano.

## Historie
Kampestensviadukten åbnede den 1. juli 1908, samme dag som hele strækningen mellem Tirano og Poschiavo åbnede. Bygherrer var selskabet Bernina Bahn, som i 1943 blev overtaget af Rhätische Bahn. Såvel viadukten som resten af Bernina-jernbanen ejes og drives stadig af samme selskab.

## Tekniske data
- Viaduktens længde: 110 meter
- Kredsens radius: 70 meter
- Hældning: 7%
- Antal brofag: 9
- Spændvidde for hvert brofag: 10 meter

## Links
- Webcambillede af Brusio Kredsviadukt (italiensk)
- Officiel turistside om toget og kredsviadukten
- Billedserie m.m. fra viaduktens 100 års fødselsdag

46°15′14″N 10°7′40″Ø / 46.25389°N 10.12778°Ø